# Peder Kolstad
Peder Ludvik Kolstad est un homme d'État norvégien né le 28 novembre 1878 à Borge et mort le 5 mars 1932 à Oslo. Membre du Parti des paysans, il est Premier ministre du pays du 12 mai 1931 à sa mort.